# Club Deportivo Els Ibarsos
El Club Deportivo Els Ibarsos es un club de fútbol de España, perteneciente al municipio de Sierra Engarcerán, concretamente a la pedanía de Els Ibarsos (provincia de Castellón). La fundación del club data aproximadamente de los años 50, y actualmente (temporada 2025-26) juega en el grupo I de la Lliga Segona FFCV.

## Historia
A mediados del siglo XX es cuando en Els Ibarsos (pedanía perteneciente al municipio de Sierra Engarcerán), se funda un club representativo de todo el municipio que hasta la temporada 1980/81 no consigue militar en las Divisiones regionales del fútbol español. 
A partir de esta fecha, el CD Els Ibarsos comienza una serie de escaladas de categoría que le permiten ascender en 1989 a la Tercera División tras un meritorio 5.º puesto de la temporada anterior (1988/89) en Regional Preferente y también gracias a una reestructuración de la Tercera División para la temporada siguiente (donde la misma se veía ampliada a dos grupos).
Esta situación (el hecho de militar en categoría nacional durante la campaña 1989/90) marcó un hito para la modestia de un club como el CD Els Ibarsos (aunque al término de la misma el club volviera a perder la categoría), y desde entonces, el club siempre ha continuado militando en Divisiones regionales, rozando incluso la desaparición en algunas campañas.
En la temporada 2011-12, CD Els Ibarsos asciende a Primera Regional de la Comunidad Valenciana al quedar primero en su grupo.
En la temporada 20-21, consigue el ascenso a la  Regional Preferente de la Comunidad Valenciana.

## Uniforme
- Uniforme titular: Camiseta verde, pantalón verde, medias verdes.[1]
- Uniforme visitante: Camiseta negra, pantalón negro, medias negras.

## Estadio
El club juega sus partidos en el campo municipal El Olivar, creado en el año 1977 con unas dimensiones de 95x48 metros y conocido como Nuevo El Olivar debido a la remodelación del año 2003 para acondicionarlo con césped natural. 

## Datos del club
- Temporadas en 2ªB: 0
- Temporadas en 3.ª: 1
- Temporadas en Divisiones Regionales: 30
- Mejor puesto en la liga: 16.º (3.ª División: temporada 1989/90)